# Boe-OFT 2
Boe-OFT 2 (Boeing Orbital Flight Test 2) est la seconde mission du véhicule spatial CST-100 Starliner développé pour la NASA dans le but d'effectuer la relève des équipages de la Station spatiale internationale (ISS). C'est une répétition du premier vol, Boe-OFT, qui a été affecté par des problèmes logiciels. La mission, d'une durée de huit jours, doit permettre de tester le vaisseau Starliner et faire la démonstration des capacités de rendez-vous et d'amarrage avec la Station spatiale internationale, suivi d'un désamarrage et d'un atterrissage dans l'ouest des États-Unis.

## Historique
Il s'agit du premier amarrage prévu de Starliner après l'échec du vol de décembre 2019 en raison d'une défaillance de l'ordinateur de bord. Le 6 avril 2020, Boeing annonce qu'il recommencerait le test en vol orbital pour prouver et atteindre tous les objectifs du test. Une enquête de quatre mois sur le premier vol orbital conduit Boeing à proposer un autre test en vol sans équipage des systèmes de l'engin spatial. La NASA accepte la proposition d'effectuer un autre vol d'essai sans équipage sans frais pour les contribuables américains, pour un coût estimatif de 410 millions de dollars. La mission devrait utiliser le matériel, Starliner et Atlas V initialement prévus pour le test en vol avec équipage.
Le lancement, initialement prévu le 2 avril 2021, est reporté successivement au 30 juillet puis au 4 août 2021 et enfin à une date non déterminée en 2022. Il a finalement lieu le 19 mai 2022. L'amarrage à l'ISS a lieu le lendemain et le désamarrage le 25 mai. Il s'est finalement posé sur Terre avec succès le 26 mai 2022.

## Charge utile
La capsule transporte environ 270 kg de fournitures et d'équipements de test pour simuler de futures missions avec des astronautes et leur cargaison à bord.

## Mission
Le deuxième Atlas V N22, désigné AV-082, lance le vaisseau spatial CST-100 Starliner pour son deuxième vol d'essai sans équipage vers la Station spatiale internationale. La capsule est destinée à être amarrée à la station spatiale, puis doit revenir sur Terre au Nouveau-Mexique dans le White Sands Missile Range.
OFT 2 est le deuxième vol d'une Atlas V sans coiffe et avec un étage supérieur Centaur bimoteur. Le Centaur utilise deux moteurs RL-10 et est nécessaire pour les vols habités afin de fournir une trajectoire de lancement qui permet un abandon en toute sécurité à tout moment de la mission.
Boeing a modifié la conception du système d'amarrage de Starliner après le vol Boe-OFT. Un couvercle de rentrée à charnière, pour une protection supplémentaire contre la chaleur lors de la rentrée atmosphérique, a été ajouté, rappelant celui de Crew Dragon.